# Andrew Wisniewski
Andrew John Wisniewski (New York, 1º settembre 1981) è un ex cestista statunitense, professionista in Europa.

## Palmarès
- Campionato croato: 1

Cibona Zagabria: 2006-2007
- Coppa di Israele: 1

Maccabi Tel Aviv: 2009-2010
- Coppa del Presidente: 1

Efes Pilsen: 2010